# Eric de Friül
Eric (també Heirichus o Ehericus, mort el 799) fou duc de Friül (dux Foroiulensis) des 789 fins a la seva mort. Ell era el fill gran de Gerold de Vinzgouw (Vintzgau) i pel matrimoni de la seva germana Hildegarda, el cunyat de Carlemany.
La major part del govern d'Eric va estar ocupat en la tasca de sotmetre als àvars. En això va ser acompanyat per Pipí d'Itàlia i el seu propi pare, el marcgravi d'Avària. El 791, Pipí i va marxar de Llombardia amb un exèrcit cap a la vall del Drava i va devastar Panònia, mentre Carlemany va marxar al llarg del Danubi en territori àvar. Carlemany va abandonar la campanya per fer front a una rebel·lió saxona el 792. Pipí i Eric la van continuar, assaltant l'anell de fortaleses dels àvars. La gran Anell dels Àvars, la seva capital-fortalesa, fou presa dues vegades. El botí va ser enviat a Carlemany a Aquisgrà i redistribuït entre tots els seus seguidors i fins i tot entre governants estrangers, com el rei Offa de Mèrcia.
El 795 o 796, Eric i Pipí, aliats amb el tudun (governador) dels àvars occidentals, va dirigir un atac que va obligar a la submissió del khagan àvar i va portar a la captura de la Hringum Hunorum, o Anell dels Àvars, el seu campament principal. El kan va ser portat a Aquisgrà, on va ser batejat com Theodorus. D'acord amb els Annals de Fulda, el kan va ser assassinat pels seus propis homes.
D'acord amb els Annals Laurissenses, Eric va enviar contingents per atacar als àvars a Panònia el 796, manats per Vojnomir, duc dels croats de Panònia, sotmès als francs.
En algun moment entre 787 i 796, Paulí d'Aquileia (sant Paulí) va escriure el Liber Exhortationis per a Eric. El treball es basa en els Pares de la Bíblia i alguns de l'Església per oferir instrucció sobre com viure una vida cristiana moralment recte en l'exercici dels drets seculars.
El 799 Eric va ser mort a la batalla de Trsat a Libúrnia entre francs i croats. El seu pare va morir en vespres de la batalla amb els àvars, aquell mateix any. Segons l'erudit franc i cortesà Eginard, Eric va morir a causa de la traïció dels habitants, però no explica les circumstàncies; el lloc de la batalla, en llatí Tharsatica o Tarsatica, ha estat tradicionalment identificada com Trsat, una fortalesa les ruïnes de la qual avui dia dominen la ciutat de Rijeka (Fiume). És més probable que la Tharsatica del relat d'Eginard fou la civitas (en llatí, "ciutat"), que estava a l'altra banda del riu Rječina, avui dia en el nucli antic de Rijeka. El lloc de Trsat va ser fundat pels habitants de Tharsatica que van sobreviuen, un any després de la batalla.
El va succeir com a duc Hunfrid.